# Плуиньо
Плуиньо (фр. Plouigneau) — коммуна на северо-западе Франции, находится в регионе Бретань, департамент Финистер, округ Морле, центр кантона Плуиньо. Коммуна расположена в 68 км к востоку от Бреста и в 76 км к западу от Сен-Бриё. Через территорию коммуны проходит национальная автомагистраль N12. К югу от центра коммуны находится железнодорожная станция Плуиньо линии Париж-Брест.
С 1 января 2019 года в состав коммуны Плуиньо вошла соседняя коммуна Ле-Понту.
Население (2019) — 5 086 человек.

## Достопримечательности
- Менгир Креаш-Эдерн
- Церковь Святого Игнасия 1863 года в стиле неоготика
- Часовня Святого Никодема

## Экономика
Структура занятости населения:
- сельское хозяйство — 14,8 %
- промышленность — 6,4 %
- строительство — 13,2 %
- торговля, транспорт и сфера услуг — 44,1 %
- государственные и муниципальные службы — 21,6 %

Уровень безработицы (2018) — 8,3 % (Франция в целом —  13,4 %, департамент Финистер — 12,1 %). 

Среднегодовой доход на 1 человека, евро (2018) — 22 000 (Франция в целом — 21 730, департамент Финистер — 21 970).

## Демография
Динамика численности населения, чел.

## Администрация
Пост мэра Плуиньо с 2010 года занимает Жоэль Юон (Joëlle Huon), член Совета департамента Финистер от кантона Плуиньо. На муниципальных выборах 2020 года возглавляемый ею левый блок победил в 1-м туре, получив 53,16 % голосов.
| Период | Период | Фамилия        | Партия                    | Примечания                            |
| ------ | ------ | -------------- | ------------------------- | ------------------------------------- |
| 1964   | 1980   | Арман Берту    | Социалистическая партия   | член Генерального совета департамента |
| 1980   | 2010   | Жозеф Юрьен    | Союз за народное движение | член Генерального совета департамента |
| 2010   | 2020   | Роланд Ле Уэру | Разные правые             | географ                               |
| 2020   |        | Жоэль Юон      | Социалистическая партия   | фермер, член Совета департамента      |

## Города-побратимы
- Брайтенбрунн, Германия

## Галерея

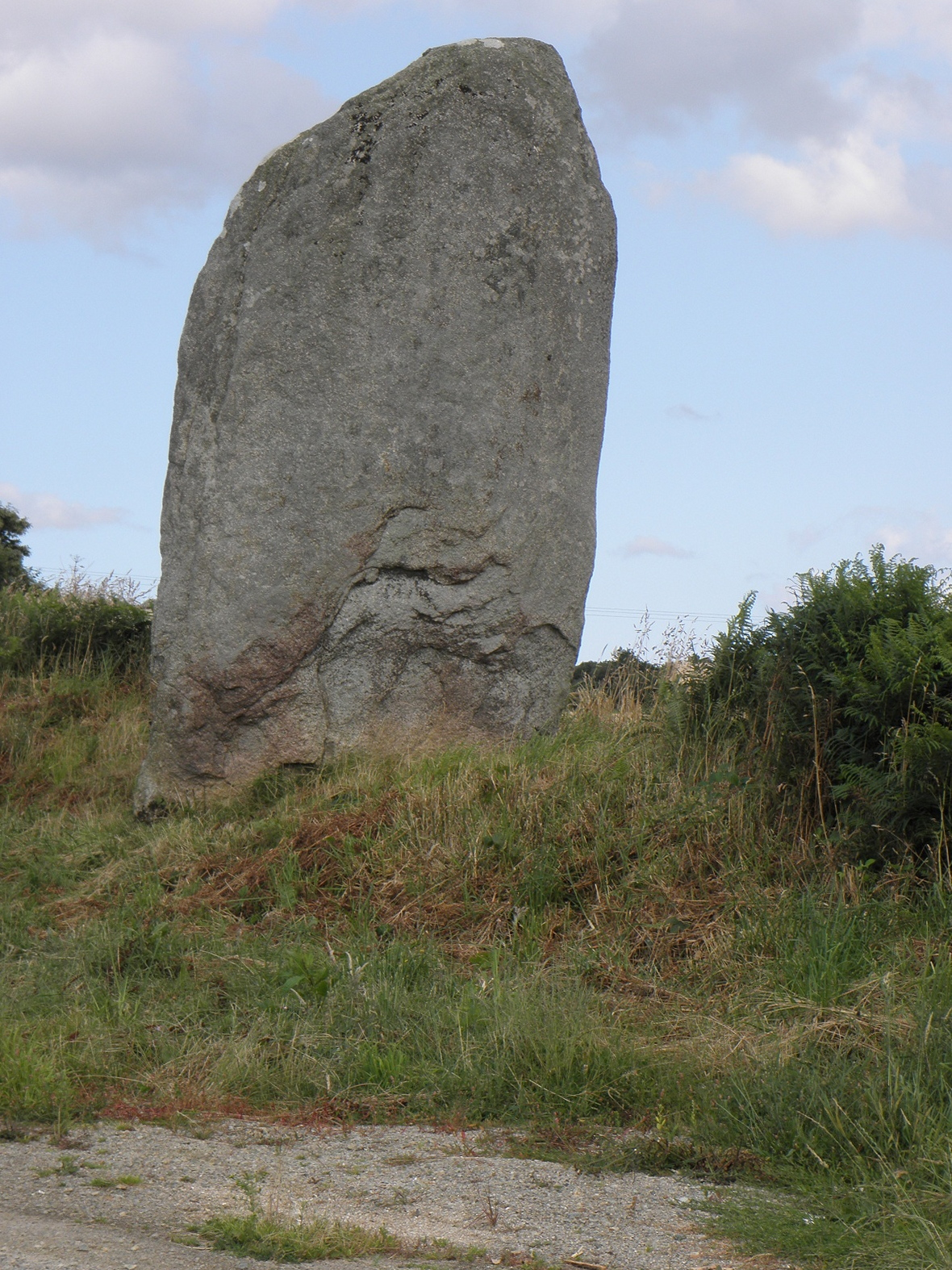
Менгир Креаш-Эдерн
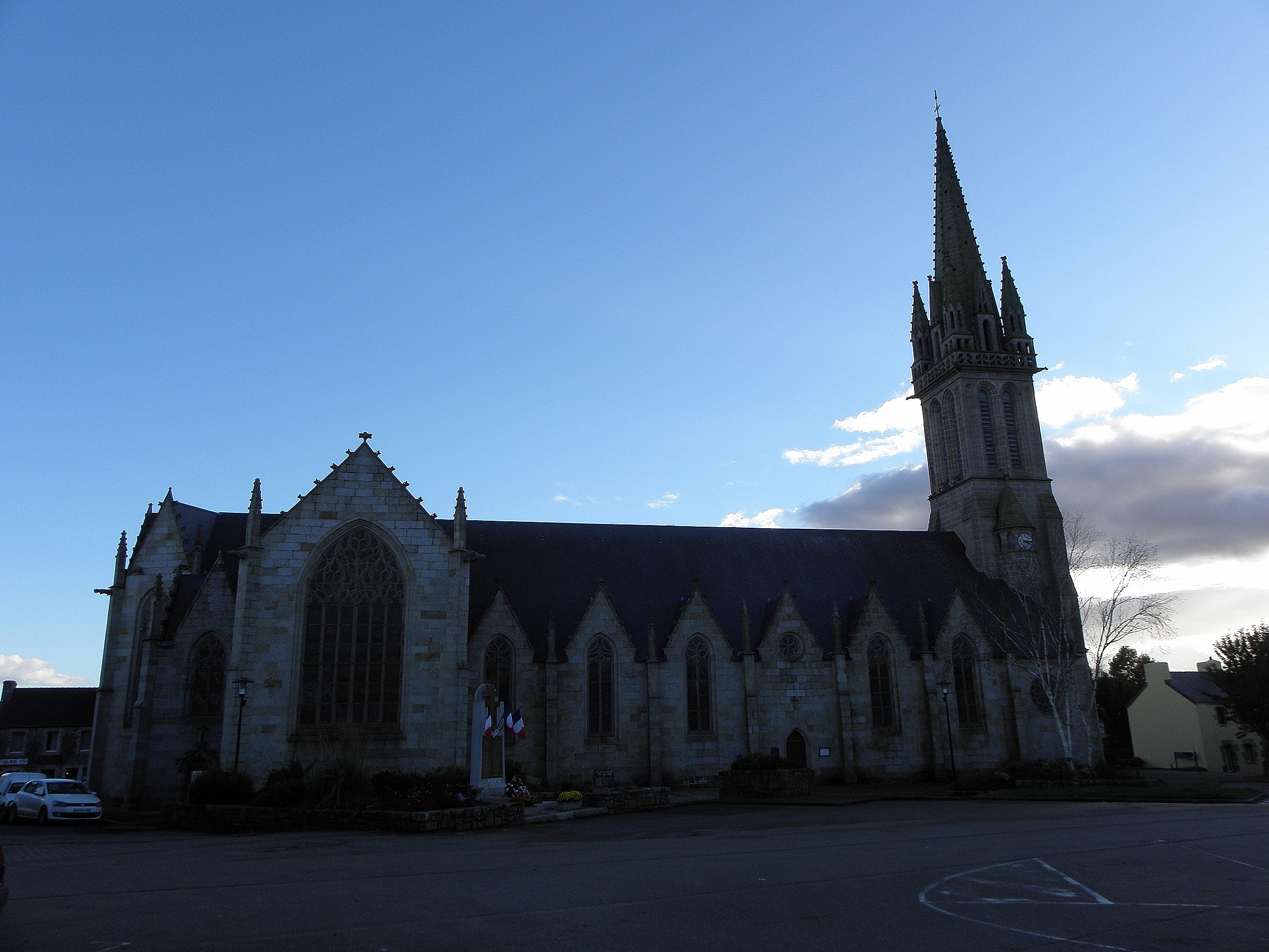
Церковь Святого Игнасия